# I'm Still in Love with You (Roy Orbison)
I'm Still in Love with You è un album in studio del cantautore e chitarrista statunitense Roy Orbison, pubblicato nel 1976.

## Tracce
Side 1
1. Pledging My Love (Don Robey, Ferdinand "Fats" Washington)
2. Spanish Nights (Roy Orbison, Joe Melson)
3. Rainbow Love (Don Gibson)
4. It's Lonely (Orbison, Joe Melson)
5. Heartache (new lyrics) (Orbison, Bill Dees)

Side 2
1. Crying Time (Buck Owens)
2. Still (Dorian Burton, Howard Plummer)
3. Hung Up On You (Orbison, Joe Melson)
4. Circle (Larry Gatlin)
5. Sweet Mama Blue (Orbison, Joe Melson)
6. All I Need Is Time (George W. Reneau)